# Skjern (stacja kolejowa)
Skjern (duński: Skjern Station) – stacja kolejowa w miejscowości Skjern, w regionie Jutlandia Środkowa, w Danii. 
Usługi związane z transportem kolejowym prowadzone są przez Arriva.
W 1875 roku otwarto linię Esbjerg – Struer, a w 1881 Herning – Skjern. Było to podstawą dla stacji Skjern, która istnieje do dzisiaj. Od 1920 do 1981 roku była również punktem wyjścia dla linii Skjern – Videbæk, która miała zostać przedłużona do Skive, ale nigdy to nie nastąpiło.
Arriva obsługuje 3 trasy do Skjern: z Aarhus, Struer i Esbjerg. 
Stacja Skjern Stacja posiada trzy tory. Wcześniej istniał tunel łączący perony, ale obecnie przy zmniejszonym ruchu został on zlikwidowany.
Stacja znajduje się w centrum Skjern, na Bredgade naprzeciwko Banktorvet i Jernbanegade.

## Linie kolejowe
- Esbjerg – Struer
- Herning – Skjern
- Skjern – Videbæk